# Soteska
Soteska (tudi: globel, kanjon, tesen, tesnica, korita, vintgar, grapa) je globoka ozka dolina s strmimi, deloma skalnatimi pobočji in običajno s tekočo vodo na dnu. Pogosto skozi sotesko pelje tudi prometna pot (cesta, železnica, pešpot,...).

## Nastanek soteske
Kjer se reka med dvema kotlinama prebije skozi višji svet, nastane soteska ali tesen, ki ima v prečnem prerezu vedno obliko črke V. Nastanek soteske je torej posledica globinske erozije, še zlasti v zgornjem rečnem toku. Posebno vlogo pri nastanku soteske ima tudi vrtinčast vodni tok. Oblika in globina so odvisne od vrste in lege kamnin skozi katere teče reka.

## Seznam sotesk v Sloveniji
- Soteska (10 km dolga soteska Save Bohinjke med Jelovico in Pokljuko)
- Soteska Vintgar (Blejski Vintgar)
- Soteska Radovne (Dolina Radovne)
- Dovžanova soteska, Tržič (Tržiška Bistrica)
- soteska Kavčke (tudi Kavčičje) pri Mostah (Sava Dolinka)
- Soteska Predaselj (Predoselj) v Kamniški Bistrici
- Soteska Kadice, Sodražica
- Soteska Pasice, Dolenji Novaki
- Soteska Kramaršce, Idrija
- Soteska Pekel, Borovnica
- Korita Krčnik, Kožbana
- Korita Mostnice, Stara Fužina
- Soteska Koritnice, Kluže (Kluška korita)
- Korita Tolminke
- Bistriški Vintgar
- Iški Vintgar (soteska Iške)
- Kanjon reke Kokre v Kranju
- Korita Mlinarice, Trenta
- Korita Soče pri Kršovcu, Bovec
- Mala korita Soče
- Korita Nadiže, Nadiža
- Korita Učje
- Soteska Pišnice (Pišnica)
- Pokljuška soteska (Soteska Ribščice)
- Velika korita Soče
- Soška soteska, spodnji del (Dolina Soče)
- Korita v Parku Škocjanske jame (Škocjanske jame, Velika dolina)
- Soteska Hudičev graben, Celje
- Soteska Penk, Šoštanj (Paka)
- Soteska Savinje, pri Igli (Savinja)
- Soteska Florjan, Florjan, Šoštanj
- Brezenška soteska (Grad Fala)
- Soteska Bistrice (Kozjansko)
- soteska potoka Dobršnik (Hrušica/Jesenice)
- Soteska potoka Radulja (Klevevž, Radulja)
- Soteska Zale (Zala, Iška)
- Soteska Zarica, Trboje pri Kranju
- Soteska Save, Mokri log
- Soteska Strug, Idrija
- Soteska Huda luknja, Paka - Naravni rezervat Huda luknja, Špehovka, Pilanca
- Soteska potoka Kostanjevec, Šentviška planota
- Soteska Kacnpoh/Mačji potok, Baška grapa
- Soteska Driselpoh, Baška grapa
- Martuljška soteska, Gozd-Martuljek
- Grapa potoka Gačnik, Vojsko
- Soteska potoka Močila ali Zamedvejskega potoka
- Kozarska grapa (tudi Kazarska grapa[1]), Reka
- Soteska Brložnice, Podvolovljek
- Soteska Ribnika, Dobovec
- Soteska Ločnice, Šmarje pri Jelšah
- Soteska reke Bistrice Prišjek, Bistrica (Kozjansko)
- Soteska Zelenjak, Kunšperk
- Spodnjesavska soteska
- Tesen graben
- Konjski graben?
- Beli Graben (Jesenica)
- Macesnov graben
- Soteska Bajdinškega potoka/Bajdinška soteska (gl. Bajdinc)
- Soteska Hudičev graben (Zlodejev graben)

## Soteske
V slovarju slovenskih eksonimov je zabeleženih tudi nekaj eksonimov, ki poimenujejo soteske drugje po svetu.
- Soteska Olduvai
- Soteska Verdon (Les Gorges du Verdon ali Grand canyon du Verdon) v jugovzhodni Franciji
- Soteska Vikos v Pindskem gorstvu v severni Grčiji
- Soteska Schöllenen v Švici
- Soteska Salzachöfen v Avstriji
- Liechtensteinklamm v Avstriji
- Alcantarski vintgar na Siciliji
- Soteska Kali Gandaki v Nepalu
- Soteska Tigrovega skoka na Kitajskem
- Samaria, Kreta (najdaljša evropska soteska: 18 km)
- Sićevska soteska (Sićevačka klisura) v Srbiji
- Skočivirska klisura/soteska v Severni Makedoniji
- Soteska Mudna dol (Kvarner, Hrvaška)